# Bonner Unionskonferenzen
Die Bonner Unionskonferenzen waren zwei überkonfessionelle theologische Konferenzreihen in den Jahren 1874 und 1875, die als Vorläufer der ökumenischen Bewegung des 20. Jahrhunderts gelten. Initiator und Vorsitzender der international zusammengesetzten und mehrsprachigen Konferenzen war Ignaz von Döllinger.

## Vorgeschichte
Der römisch-katholische Kirchenhistoriker Ignaz von Döllinger (1799–1890) war bereits seit den 1860er Jahren öffentlich für Einigungsbestrebungen der getrennten christlichen Konfessionen eingetreten. Nach der dogmatischen Definition der Unfehlbarkeit und des Jurisdiktionsprimats des Papstes beim Ersten Vatikanischen Konzil 1870 gehörte er zu deren profiliertesten Gegnern. 1871 exkommuniziert, war er eine der Gründungspersönlichkeiten der altkatholischen Kirche. Bereits vorher gewachsene Kontakte u. a. zu Vertretern der US-amerikanischen Episkopalkirche bestärkten ihn jetzt in dem Wunsch, konkrete Schritte zur Annäherung und Aussöhnung derjenigen christlichen Konfessionen zu unternehmen, „welche anerkennen, dass der kirchliche Körper, welchem sie angehören, nicht die Kirche schlechthin, nicht die eine und einzige, in sich völlig abgeschlossene Kirche ist, sondern nur eine Theilkirche, welche von sich allein keineswegs rühmen kann, dass sie jene heilige, katholische und apostolische Kirche sei, die das alte Symbolum bekennt“.
Beim zweiten Altkatholikenkongress in Köln im September 1872 wurde eine Einheitskommission unter Döllingers Vorsitz gebildet. Kontakte entstanden zu Anglikanern, Lutheranern und Reformierten, aber auch zu Vertretern der Orthodoxie. Dort begegnete das inklusivistische Kirchenverständnis jedoch dem traditionellen Exklusivismus mit einem Unionsmodell, das Döllinger „absorptiv“ nannte. Dennoch wurde seine Einladung 1874 auch von orthodoxen Theologen angenommen. Andererseits stieß sie bei Vertretern des konfessionellen Luthertums auf teilweise heftige Ablehnung.

## Verlauf und Ergebnisse
Döllingers Konferenzeinladung von Anfang August 1874, verschickt an interessierte Theologen und veröffentlicht in mehreren Zeitschriften, lautete:
„Am 14. September und den nächstfolgenden Tagen wird in Bonn eine Conferenz von Männern gehalten werden, welche, verschiedenen Kirchengemeinschaften angehörig, in der Sehnsucht und Hoffnung auf eine künftige grosse Einigung gläubiger Christen sich begegnen.
Als Grundlage und Massstab des Erreichbaren und zu Erstrebenden sind die Bekenntnissformeln der ersten kirchlichen Jahrhunderte und diejenigen Lehren und Institutionen zu betrachten, welche in der allgemeinen Kirche des Ostens wie des Westens vor den grossen Trennungen als wesentlich und unentbehrlich gegolten haben.
Das Ziel, welches zunächst erstrebt und mittels der Conferenz gefördert werden soll, ist nicht eine absorptive Union oder völlige Verschmelzung der verschiedenen Kirchenkörper, sondern die Herstellung einer kirchlichen Gemeinschaft aufgrund der „unitas in necessariis“, mit Schonung und Beibehaltung der nicht zur Substanz der altkirchlichen Bekenntnisse gehörigen Eigenthümlichkeiten der einzelnen Kirchen.“
Die Konferenzen am 14.–16. September 1874 mit 57 Teilnehmern und am 10.–16. August 1875 mit 86 Teilnehmern fanden in Räumen der Universität Bonn statt, deren damaliger Rektor Franz Heinrich Reusch zu den wichtigsten Weggefährten Döllingers zählte. Reusch übernahm die Begrüßung und schlug dann Döllinger als Konferenzleiter vor, was per Akklamation angenommen wurde. Von den anwesenden Bischöfen wurde bewusst keiner um den Vorsitz gebeten, um den nicht-amtlichen Charakter der Gespräche zu wahren.
Von den behandelten Themen der Lehre und der Kirchenverfassung trat, außer der Frage der Sakramente, vor allem das von der Orthodoxie abgelehnte Filioque in der „westlichen“ Fassung des Großen Glaubensbekenntnisses in den Vordergrund.
Beide Konferenzen verabschiedeten thesenartige Konsensformulierungen. Sie enthielten 1874 überwiegend Abgrenzungen gegenüber jüngeren – nach-antiken – römisch-katholischen Lehren. 1875 bezogen sie sich auf das Filioque und die Dreifaltigkeitslehre. Zukunftsweisend war die von Döllinger in Bonn maßgeblich entwickelte Methodik für ökumenische Lehrgespräche. Als eine konkrete Folge kann das Bonn Agreement von 1931 zwischen Anglikanern und Altkatholiken gelten.